# Araneus aksuensis
Araneus aksuensis là một loài nhện trong họ Araneidae.
Loài này thuộc chi Araneus. Araneus aksuensis được Chang-Min Yin, Xie & Y. H. Bao miêu tả năm 1996.